# Stazione di Ceriano Laghetto-Solaro
Stazione di Ceriano Laghetto-Solaro vasútállomás Olaszországban, Lombardia régióban, Ceriano Laghetto településen.

## Vasútvonalak
Az állomást az alábbi vasútvonalak érintik:
- Novara-Seregno-vasútvonal

## Kapcsolódó állomások
A vasútállomáshoz az alábbi állomások vannak a legközelebb:
- Stazione di Saronno Sud
- Stazione di Ceriano Laghetto Groane